# 邓祁侯
邓祁侯，春秋时期邓国君主。
楚文王是邓祁侯的姐妹鄧曼所生。前688年（周庄王九年、鲁庄公六年、楚文王二年）四月，楚文王进攻申国，路过邓国。邓祁侯认为楚王是自己的外甥，把他留下设宴招待。邓国大臣骓甥、聃甥、养甥认为灭亡邓国的，必定是楚王，请求杀掉楚文王。邓祁侯不同意，说：“如果这样做，臣下会唾弃我，不吃我赐下的宴会剩余的食物。”三甥说：“如果不听我们的，社稷之神（土地神和五谷神）就得不到祭享，国君到哪里去取得剩余食物？”邓祁侯还是不答应。来年，楚王进攻邓国。前678年（周僖王四年、鲁庄公十六年、楚文王十二年），楚国再次攻打邓国，终于灭亡了邓国。《汉书·古今人表》将他定位六等中下。